# Ларченкова, Людмила Анатольевна
Людмила Анатольевна Ларченкова (род. 9 октября 1967 года) — российский учёный-педагог, член-корреспондент РАО (2017).

## Биография
Родилась 9 октября 1967 года.
В 1989 году — окончила РГПУ имени А. И. Герцена, затем 17 лет работала учителем физики в гимназии № 70 Петроградского района Санкт-Петербурга.
С 2001 года — доцент кафедры методики обучения физики РГПУ имени А. И. Герцена.
В 2014 году защитила докторскую диссертацию по теме «Образовательный потенциал учебных физических задач в современной школе».
В 2017 году — избрана членом-корреспондентом РАО от Отделения общего среднего образования.
В настоящее время — заведующая кафедрой методики обучения физике РГПУ имени А. И. Герцена, советник ректората.

## Награды
- Соросовский учитель (1998)
- Почётный работник общего образования